# WASP-21b
WASP-21b es un exoplaneta que orbita la estrella WASP-21, a aproximadamente de 750 años luz de la Tierra. La masa, el radio y la densidad del planeta indican que es un planeta joviano, del tipo Saturno caliente, debido a su cercanía con su estrella.